# 婆娑尼師今
婆娑尼師今（ばさ にしきん）は、新羅の第5代の王（在位:80年 - 112年）であり、第3代儒理尼師今の第二子。姓は朴。『三国史記』新羅本紀・婆娑尼師今紀の分注には儒理尼師今の弟・奈老の子ともいう。王妃は金氏の許婁葛文王の娘の史省夫人。80年8月に先代の脱解尼師今が死去した際には、儒理尼師今の長子の逸聖（後、第7代逸聖尼師今として即位）が立てられようとしたが、弟の婆娑のほうが聡明であったため群臣に推挙され、王位についた。

## 治世
産業振興に努めるとともに西方の百済、南方の伽耶に対する国防強化を図った。加召城（慶尚南道居昌郡加祚面）･馬頭城（慶尚南道居昌郡馬利面）を築いたところで94年2月・96年9月と伽耶の侵入を受けたが、いずれも撃退した。101年には王都金城（慶尚北道慶州市）付近に月城を築き、居城を移した。
102年8月、音汁伐国（慶尚北道蔚珍郡）と悉直谷国（江原道三陟市）とが境界争いの調停を婆娑尼師今に願い出たので、婆娑尼師今は金官国の首露王を呼び出して審議させた。首露王の判定で係争地は音汁伐国に帰したが、直後に音汁伐国と不和を生じた。これは、仲裁の審議を行った首露王を歓待しようとして六部に命じて酒席を設けさせたところ、五部は首長の伊飡が饗応したが漢祇部だけが位の低いものが当たったため、首露王は奴僕を用いて漢祇部の首長を殺して帰国し、奴僕は音汁伐国王のもとに逃げ込んだものである。婆娑尼師今は音汁伐国王に奴僕の身柄引渡しを求めたが、音汁伐国王は送らなかったため、婆娑尼師今は音汁伐国を討伐することになった。この討伐により音汁伐国は投降し、あわせて悉直谷国・押督国（慶尚北道慶山市）も服属することとなった。104年7月には早くも悉直国は反乱したために討伐し、その遺民を南部へ移住させた。こうした新羅の対外戦争の成功状況を見て、105年に百済の己婁王は新羅に対して和睦を求めてきた。108年には南方へ大征を行ない、比只国（昌寧郡）・多伐国（大邱広域市）・草八国（陜川郡）を併合した。
112年10月に在位33年にして死去し、始祖赫居世の陵である虵陵（現在地未詳）の域内に葬られた。

## 解釈
境界争いの仲裁に連なる説話は、4世紀後半頃の新羅の実体を映したものだと見られている。朝鮮半島南東部の辰韓諸国の中では有力者となった新羅（斯盧）だが、その力は決して頭抜けていたものではなく、支配下の小国間の争いを直接裁決することができず、第三者（金官国）に委ねるしかなかったという程度に留まっており、その後に、新羅の直属の部族の首長が他の国（金官国）に殺されても、首謀者である国王に報復することはできていないなどである。新羅と金官国との国力が均衡していたとも見られるが、新羅王の権力が領域内でそれほど強くなかったことの表れと考えられている。
なお、辰韓諸国は280年から286年にかけて西晋に対して朝貢を行っているが、377年には辰韓の代表として新羅が朝貢を行ったことが見られる。奈勿尼師今を参照。

## 波沙寐錦との関連
『日本書紀』巻九・神功皇后摂政前紀にある新羅王波沙寐錦（はさむきむ）との関連も指摘されている。岩波文庫版『日本書紀』によれば、「波沙」は婆娑尼師今のことで、「尼師今」は王号で、すなわち「波沙」と「婆娑」は同一かとしている。
また、414年に建てられた広開土王碑の第三面二行に「新羅寐錦」とあり、中原高句麗碑では、高句麗を「大王」として新羅王を「東夷之寐錦」とされていることから、「寐錦」は、新羅の固有の君主号ともいわれる。
ほかにも蔚珍鳳坪碑は、法興王11年（524年）の建立とされるが、この碑に法興王は「寐錦王」として現れている。また、同時に連なっている高官に「葛文王」の表記が見られることから、6世紀初頭当時の新羅が絶対的な「王」による一元的な王権の支配下にあったわけではなく、寐錦王と葛文王という二つの権力の並存であったとも考えられている。なお、法興王の前代の智証麻立干の時代に国号を新羅として君主号を王に定めている。